# Hägsarve kärräng
Hägsarve kärräng är ett naturreservat i Hablingbo socken i Region Gotland på Gotland.
Området är naturskyddat sedan 1998 och är 3 hektar stort. Reservatet består av en sankäng med närmaste omgivning. 